# Novoanninskij rajon
Il Novoanninskij rajon (in russo Новоаннинский район?) è un rajon dell'oblast' di Volgograd, in Russia, il cui capoluogo è Novoanninskij. Istituito nel 1928, ricopre una superficie di 3.080 chilometri quadrati e nel 2021 ospitava una popolazione di circa 32.700 abitanti.